# Dream
Dream (рус. Мечта) — спортивная организация, базирующаяся в Токио и занимающаяся промоушеном боёв по смешанным правилам (также известные как ММА — от англ. Mixed Martial Arts) в Японии. Dream наряду с К-1 была дочерним промоушеном компании Fighting and Entertainment Group. После распада Pride в октябре 2007 года, многие промоутеры остались без работы, и часть из них перешла в созданную через полгода Dream. 
В Америке бои транслирует телеканал HDNet. На сегодняшний день под эгидой Dream прошло более 20 боёв, выявивших многих талантов MMA, и создавших карьеру или укрепивших высокий рейтинг бойцов, таких как Синъя Аоки, Тацуя Кавадзири, Кадзуси Сакураба, Мелвин Манхуф, Роналду Соуза,  Эдди Альварес, Гегард Мусаси, Ник Диас, Мирко Филипович, Марк Хант и Алистар Оверим.

## Правила

### Весовые категории
В Dream 7 весовых категорий. В отличие от Hero's, в каждой весовой категории есть свой чемпион.
- До 61 кг (134 фунтов) — Легчайший вес
- До 65 кг (143 фунтов) — Полулёгкий вес
- До 70 кг (154 фунтов) — Лёгкий вес
- До 76 кг (168 фунтов) — Полусредний вес
- До 84 кг (185 фунтов) — Средний вес
- До 93 кг (205 фунтов) — Полутяжёлый вес
- Свыше 93 кг — Тяжёлый вес.

## Чемпионы

### Действующие чемпионы в различных весовых категориях
| Весовая категория | Верхний предел веса  | Чемпион           | Дата завоевания титула | Количество защит титула |
| ----------------- | -------------------- | ----------------- | ---------------------- | ----------------------- |
| Тяжёлый вес       | Верхнего предела нет | Титул вакантен    |                        |                         |
| Полутяжёлый вес   | 93 кг                | Гегард Мусаси     | 25 сентября 2010       | 1                       |
| Средний вес       | 84 кг                | Титул вакантен    |                        |                         |
| Полусредний вес   | 76 кг                | Марюс Жаромскис   | 20 июля 2009           | 1                       |
| Лёгкий вес        | 70 кг                | Синъя Аоки        | 6 октября 2009         | 2                       |
| Полулёгкий вес    | 65 кг                | Хироюки Такая     | 31 декабря 2010        | 2                       |
| Легчайший вес     | 61 кг                | Bibiano Fernandes | 31 декабря 2011        | 0                       |

### Финалисты турнира
| Год  | Весовая категория | Победитель        | Финалист         |
| ---- | ----------------- | ----------------- | ---------------- |
| 2008 | Лёгкий вес        | Йоаким Хансен     | Синъя Аоки       |
| 2008 | Средний вес       | Гегард Мусаси     | Роналду Соуза    |
| 2009 | Полусредний вес   | Марюс Жаромскис   | Jason High       |
| 2009 | Полулёгкий вес    | Bibiano Fernandes | Хироюки Такая    |
| 2009 | Superhulk         | Икухиса Минова    | Сокуджу          |
| 2010 | Полутяжёлый вес   | Гегард Мусаси     | Тацуя Мидзуно    |
| 2011 | JP Легчайший вес  | Hideo Tokoro      | Masakazu Imanari |
| 2011 | Легчайший вес     | Bibiano Fernandes | Antonio Banuelos |

## Список бойцов
Жирным выделены действующие чемпионы
| Легчайший вес | Полулёгкий вес | Лёгкий вес | Полусредний вес |
| --- | --- | --- | --- |
| - Antonio Banuelos - Yoshiro Maeda - Hideo Tokoro - Kenji Osawa - Masakazu Imanari - Keisuke Fujiwara - Takafumi Otsuka - Yusaku Nakamura - Atsushi Yamamoto - Bibiano Fernandes - Rodolfo Marques | - Йоаким Хансен - Тацуя Кавадзири - Хироюки Такая - Daiki Hata - Мицухиро Исида - Akiyo Nishiura - Takeshi Inoue - Kazuhisa Watanabe - Кадзуюки Мията - Каол Уно - Koichiro Matsumoto | - Rich Clementi - Shane Nelson - Drew Fickett - Rob McCullough - Andre Amade - Willamy Freire - Bruno Carvalho - Gesias Calvancante - Vitor Ribeiro - Marcus Aurélio - Синъя Аоки - Дайсукэ Накамура - Koutetsu Boku - Кацунори Кикуно - Katsuhiko Nagata - Satoru Kitaoka | - Марюс Жаромскис - Jason High - Тарек Саффедин - Andrews Nakahara - Чон Бугён - Andy Ologun - Yan Cabral - Кадзуси Сакураба - Kuniyoshi Hironaka - Ryo Chonan - Katsuya Inoue - Хаято Сакураи - Yuya Shirai |

| Средний вес | Полутяжёлый вес | Тяжёлый вес |
| --- | --- | --- |
| - Карл Амуссу - Зелг Галешич - Gerald Harris - Юн Дон Сик - Shungo Oyama - Taiei Kin - Kiyoshi Tamura - Kazuhiro Nakamura | - Гегард Мусаси - Мелвин Манхуф - Ralek Gracie - Сокуджу - Yoshiyuki Nakanishi - Тацуя Мидзуно - Хироси Идзуми - Тревор Прэнгли | - Жером Ле Банне - Фёдор Емельяненко - Боб Сапп - Тодд Даффи - Джеф Монсон - Майти Мо - Джеймс Томпсон - Чхве Хон Ман - Katsuyori Shibata - Сатоси Исии - Икухиса Минова |

## Проведённые мероприятия
| Мероприятие                                         | Дата             | Место                                 | Арена               | Число зрителей | Трансляция                       |
| --------------------------------------------------- | ---------------- | ------------------------------------- | ------------------- | -------------- | -------------------------------- |
| Dream 1: Lightweight Grand Prix 2008 First Round    | 15 марта 2008    | Сайтама, префектура Сайтама, Япония   | Saitama Super Arena | 19 120         | Tokyo Broadcasting System; HDNet |
| Dream 2: Middleweight Grand Prix 2008 First Round   | 29 апреля 2008   | Сайтама, префектура Сайтама, Япония   | Saitama Super Arena | 21 397         | SkyPerfect; HDNet                |
| Dream 3: Lightweight Grand Prix 2008 Second Round   | 11 мая 2008      | Сайтама, префектура Сайтама, Япония   | Saitama Super Arena | 21 789         | SkyPerfect; HDNet                |
| Dream 4: Middleweight Grand Prix 2008 Second Round  | 15 июня 2008     | Иокогама, префектура Канагава, Япония | Yokohama Arena      | 14 037         | SkyPerfect; HDNet                |
| Dream 5: Lightweight Grand Prix 2008 Final Round    | 21 июля 2008     | Осака, префектура Осака, Япония       | Osaka-jo Hall       | 11 986         | SkyPerfect; HDNet                |
| Dream 6: Middleweight Grand Prix 2008 Final Round   | 23 сентября 2008 | Сайтама, префектура Сайтама, Япония   | Saitama Super Arena | 20 929         | SkyPerfect; HDNet                |
| Fields Dynamite!! 2008                              | 31 декабря 2008  | Сайтама, префектура Сайтама, Япония   | Saitama Super Arena | 25 634         | Tokyo Broadcasting System; HDNet |
| Dream 7: Featherweight Grand Prix 2009 First Round  | 8 марта 2009     | Сайтама, префектура Сайтама, Япония   | Saitama Super Arena | 19 528         | Tokyo Broadcasting System; HDNet |
| Dream 8: Welterweight Grand Prix 2009 First Round   | 5 апреля 2009    | Нагоя, префектура Айти, Япония        | Nippon Gaishi Hall  | 9 129          | Tokyo Broadcasting System; HDNet |
| Dream 9: Featherweight Grand Prix 2009 Second Round | 26 мая 2009      | Иокогама, префектура Канагава, Япония | Yokohama Arena      | 15 009         | Tokyo Broadcasting System; HDNet |
| Dream 10: Welterweight Grand Prix 2009 Final Round  | 20 июля 2009     | Сайтама, префектура Сайтама, Япония   | Saitama Super Arena | 11 970         | Tokyo Broadcasting System; HDNet |
| Dream 11: Featherweight Grand Prix 2009 Final Round | 6 октября 2009   | Иокогама, префектура Канагава, Япония | Yokohama Arena      | 14 039         | Tokyo Broadcasting System; HDNet |
| Dream 12                                            | 25 октября 2009  | Осака, префектура Осака, Япония       | Osaka-jo Hall       | 10 112         | Tokyo Broadcasting System; HDNet |
| Fields Dynamite!! The Power of Courage 2009         | 31 декабря 2009  | Сайтама, префектура Сайтама, Япония   | Saitama Super Arena | 45 606         | Tokyo Broadcasting System; HDNet |
| Dream 13                                            | 22 марта 2010    | Иокогама, префектура Канагава, Япония | Yokohama Arena      | 13 712         | Tokyo Broadcasting System; HDNet |
| Dream 14                                            | 29 мая 2010      | Сайтама, префектура Сайтама, Япония   | Saitama Super Arena | 12 712         | Tokyo Broadcasting System; HDNet |
| Dream 15                                            | 10 июл 2010      | Сайтама, префектура Сайтама, Япония   | Saitama Super Arena | 13 028         | Tokyo Broadcasting System; HDNet |
| Dream 16                                            | 25 сентября 2010 | Нагоя, префектура Айти, Япония        | Nippon Gaishi Hall  | 9 304          | Tokyo Broadcasting System; HDNet |
| Dynamite!! 2010                                     | 31 декабря 2010  | Сайтама, префектура Сайтама, Япония   | Saitama Super Arena | 26 729         | Tokyo Broadcasting System; HDNet |
| Dream: Fight for Japan!                             | 29 мая 2011      | Сайтама, префектура Сайтама, Япония   | Saitama Super Arena | 6 522          | HDNet                            |
| Dream: Japan GP Final                               | 16 июля 2011     | Токио, Япония                         | Ariake Coliseum     | 8 142          | HDNet                            |
| Dream 17                                            | 24 сентября 2011 | Сайтама, префектура Сайтама, Япония   | Saitama Super Arena | 9 270          | HDNet                            |
| Fight For Japan: Genki Desu Ka Omisoko 2011         | 31 декабря 2011  | Сайтама, префектура Сайтама, Япония   | Saitama Super Arena | 24,606         | Tokyo Broadcasting System; HDNet |